# Tai Yan Yun
Tai Yan Yun es un deportista hongkonés que compitió en esgrima en silla de ruedas. Ganó seis medallas en los Juegos Paralímpicos de Verano entre los años 1996 y 2004.

## Palmarés internacional
| Juegos Paralímpicos | Juegos Paralímpicos      | Juegos Paralímpicos | Juegos Paralímpicos |
| Año                 | Lugar                    | Medalla             | Prueba              |
| ------------------- | ------------------------ | ------------------- | ------------------- |
| 1996                | Atlanta (Estados Unidos) | Medalla de oro      | Espada por equipos  |
| 1996                | Atlanta (Estados Unidos) | Medalla de plata    | Sable por equipos   |
| 1996                | Atlanta (Estados Unidos) | Medalla de bronce   | Sable individual A  |
| 2000                | Sídney (Australia)       | Medalla de bronce   | Espada por equipos  |
| 2000                | Sídney (Australia)       | Medalla de bronce   | Sable por equipos   |
| 2004                | Atenas (Grecia)          | Medalla de oro      | Sable por equipos   |